# Identidades (revista)
Oficialmente Identidades, Revista de Ciencias Sociales y Humanidades, conocida simplemente como Identidades, es una revista académica del Ministerio de Cultura de El Salvador. Está dedicada a la difusión del conocimiento académico de las ciencias sociales y las humanidades de El Salvador, principalmente, y, en segundo plano, de la región centroamericana. Exceptuando a la Universidad de El Salvador, Identidades es la única revista académica dedicada enteramente a las ciencias sociales que pertenece al Estado salvadoreño. La revista se encuentra indexada a Latindex. Esta es la primera revista de ciencias sociales publicada por el Estado desde la década de 1980 en El Salvador.

## Historia
La revista Identidades nació por iniciativa de la extinta Dirección Nacional de Investigaciones en Cultura y Arte (DNI) en 2010, dependencia de la otrora Secretaría de Cultura de la Presidencia de El Salvador. Esta última se transformaría en el actual Ministerio de Cultura de El Salvador. En ese entonces el director de la DNI era Sajid Alfredo Herrera Mena, historiador salvadoreño; y Secretario de Cultura, Héctor Samour. La DNI nació como una unidad dedicada enteramente a la investigación académica y artística desde la entidad estatal encargada de velar por la preservación, protección y difusión de la cultura en El Salvador. La DNI tuvo, entonces, la iniciativa de crear una publicación periódica que tuviera como fin socializar las investigaciones que realizaba, así como de otros académicos nacionales, salvadoreñistas y centroamericanistas. La primera publicación de la revista fue de temas variados. Sin embargo, a partir del segundo número de la revista su dossier comenzaría a ser más monotemático hasta que, finalmente, desde su tercera publicación a la fecha, la totalidad de la revista es monotemática. Al año 2019, Identidades contaba con un total de catorce números publicados. Actualmente la revista está a cargo de la Dirección General de Investigaciones (DGI) del Ministerio de Cultura de El Salvador. La DGI es la sucesora de la antigua DNI.

## Proceso editorial
Como toda publicación académica, Identidades cuenta con un tamiz de filtros editoriales y de vigilancia para garantizar su academicismo. Este se compone de la siguiente manera: Director de la revista, que corresponde al mismo director de la DGI. Un comité editorial, compuesto por académicos de diversas ciencias sociales tanto del Ministerio de Cultura como de otras instituciones académicas de El Salvador. Un coordinador o coordinadores de número, que pueden ser académicos tanto del Ministerio de Cultura como fuera de este, elegidos de forma correspondiente a su especialidad y la temática a tratar en cada publicación de la misma. Un comité científico, que es elegido por el o los coordinadores de número según su especialidad y que deben ser todos fuera del ámbito académico salvadoreño. Estos fungirán como pares evaluadores de cada una de las colaboraciones que, potencialmente, se publicarán en la revista. Ni los evaluadores saben a quién evalúan ni los articulistas saben quién los evaluó. Los articulistas de la revista pueden ser invitados por los coordinadores de número o por el comité científico, o simplemente foráneos que según cada convocatoria pueden proponer sus respectivos trabajos de investigación. Finalmente, la publicación de cada número de la revista es refrendado por el titular del Ministerio de Cultura de turno.
La convocatoria de la revista se abre cada seis meses y tiene como fin la difusión del quehacer académico salvadoreño y centroamericano, así como la reflexión, estudio y análisis de las sociedades salvadoreña y centroamericana.

## Secciones de la revista
Identidades se compone de cinco secciones:
1. «Para el debate», sección dedicada a aquellos temas en los cuales cada articulista desee generar una discusión académica al respecto.
2. «Dossier», sección en la que se incluyen artículos de investigaciones acabadas y en los que sus respectivos autores llevan mucho tiempo especializándose en ellas.
3. «Avances de investigación», esta sección está destinada para estudiantes de las ciencias sociales, principalmente, o para académicos que tengan investigaciones en proceso y que deseen comenzar a darlas a conocer.
4. «Fuentes», en esta sección se incluyen fuentes poco conocidas o desconocidas que sus autores respectivos deseen dar a conocer para ser explotadas por los académicos interesados.
5. «Reseñas», esta sección está destinada para sintetizar trabajos académicos ya publicados relacionados con la temática tratada por la revista y que no tengan una publicación mayor a tres años tomando como referencia el año de la convocatoria del respectivo número de la revista.

## Números de la revista y sus temáticas
La revista Identidades posee hasta 2019, catorce números, los cuales se dividen de la siguiente manera:
| N.º | Temática                                                                               | Fecha                     | Coordinador/es |
| --- | -------------------------------------------------------------------------------------- | ------------------------- | --- |
| 1   | Miscelánea                                                                             | Julio-diciembre 2010      | Mario Colorado (editor) |
| 2   | Gobierno de Rafael Zaldívar y arqueología salvadoreña                                  | Enero-junio 2011          | Mario Colorado (editor) |
| 3   | Justicia, delitos y violencia en El Salvador: un enfoque histórico                     | Julio-diciembre 2011      | Olivier Prud'homme (historiador) Isabel Villalta (historiadora)                                                                                    |
| 4   | Memoria y conflicto armado salvadoreño                                                 | Enero-junio 2012          | Olivier Prud'homme (historiador), Jorge Juárez Ávila (historiador), Ana Silvia Ortiz (antropóloga)                                                 |
| 5   | Migraciones e identidades transnacionales                                              | Julio-diciembre 2012      | Jaime Rivas Castillo (antropólogo), Amparo Marroquín (comunicadora)                                                                                |
| 6   | Arqueología y patrimonio. Restos y perspectivas en El Salvador del siglo XXI           | Enero-junio 2013          | Federico Paredes Umaña (arqueólogo-antropólogo), Roberto Gallardo Mejía (arqueólogo subacuático), José Heriberto Erquicia (arqueólogo-historiador) |
| 7   | Estética y política en El Salvador, 1940-1980                                          | Julio-diciembre 2013      | Ricardo Roque Baldovinos (filósofo-literato) |
| 8   | Estado y cultura en una era "revolucionaria" (1948-1960)                               | Enero-junio 2015          | Carlos Pérez Pineda (historiador) |
| 9   | Antropología de El Salvador                                                            | Julio-diciembre 2015      | Carlos Lara Martínez (antropólogo) |
| 10  | Indígenas de El Salvador                                                               | Enero-junio 2016          | Heriberto Erquicia (arqueólogo-historiador) |
| 11  | Afrodescendencia en El Salvador y Centroamérica                                        | Julio 2016-diciembre 2017 | Alfredo Ramírez (historiador) |
| 12  | El Salvador: entre la guerra y la paz (1980-1992)                                      | Enero-junio 2018          | Israel Cortez Ruiz (historiador) |
| 13  | Estudios de género y feminismo en El Salvador y Centroamérica                          | Julio-diciembre 2018      | Cristina García Castro (historiadora) |
| 14  | Estudios de género y feminismo en El Salvador y Centroamérica                          | Enero-junio 2019          | Cristina García Castro (historiadora) |
| 15  | Estudios de población LGBTI+ en El Salvador y Centroamérica                            | Julio-diciembre 2019      | Cristina García Castro (historiadora) Amaral Palevi Gómez Arévalo (académico CLACSO) Carlos Cortez Tejada (historiador)                            |
| 16  | La trascendencia social, política y religiosa de Óscar Arnulfo Romero y Rutilio Grande | Enero-junio 2020          | Carlos Cortez Tejada (historiador) |
| 17  | Bicentenario de la independencia de Centroamérica                                      | Julio-diciembre 2020      | Cristina García Castro Carlos Cortez Tejada (historiadores)                                                                                        |